# Sørvågen
Sørvågen ist ein Fischerdorf in der Gemeinde Moskenes in der Region Lofoten in Norwegen. Das Dorf im Süden der Insel Moskenesøy gehört zur Provinz (Fylke) Nordland und hat 404 Einwohner (Stand: 1. Januar 2024).
Haupteinnahmequellen bilden in dem Dorf, das an der Europastraße 10 liegt, die Fischerei und der Tourismus. Der Ort hat ein Schulzentrum, Geschäfte für den Alltagsbedarf, eine Post, Galerien und ein Restaurant. Das „Norwegische Telekommunikationsmuseum“ ist in Sørvågen mit einer festen Ausstellung vertreten, weil die Geschichte des Dorfes eng mit der des norwegischen Fernmeldewesens verbunden ist. Eine 1861 errichtete Lofotenleitung verband mit 170 Kilometern Telefonkabeln den Ort mit acht anderen Fischerdörfern. Hier entstand 1906 auch der erste drahtlose Radiotelegraf Nordeuropas, der zugleich der zweite weltweit war. Später wurden in dem Lofotendorf der erste Schiffsradiotelegraf und die erste Radiotelefonverbindung gebaut.
Von dem zwei Kilometer entfernten Kirchspiel Moskenes fährt eine Autofähre, die die Insel Moskenesøy mit dem Festland bei der nordländischen Hauptstadt Bodø sowie mit den Inseln Værøy und Røstlandet am südlichsten Ende von Lofoten verbindet.

## Galerie

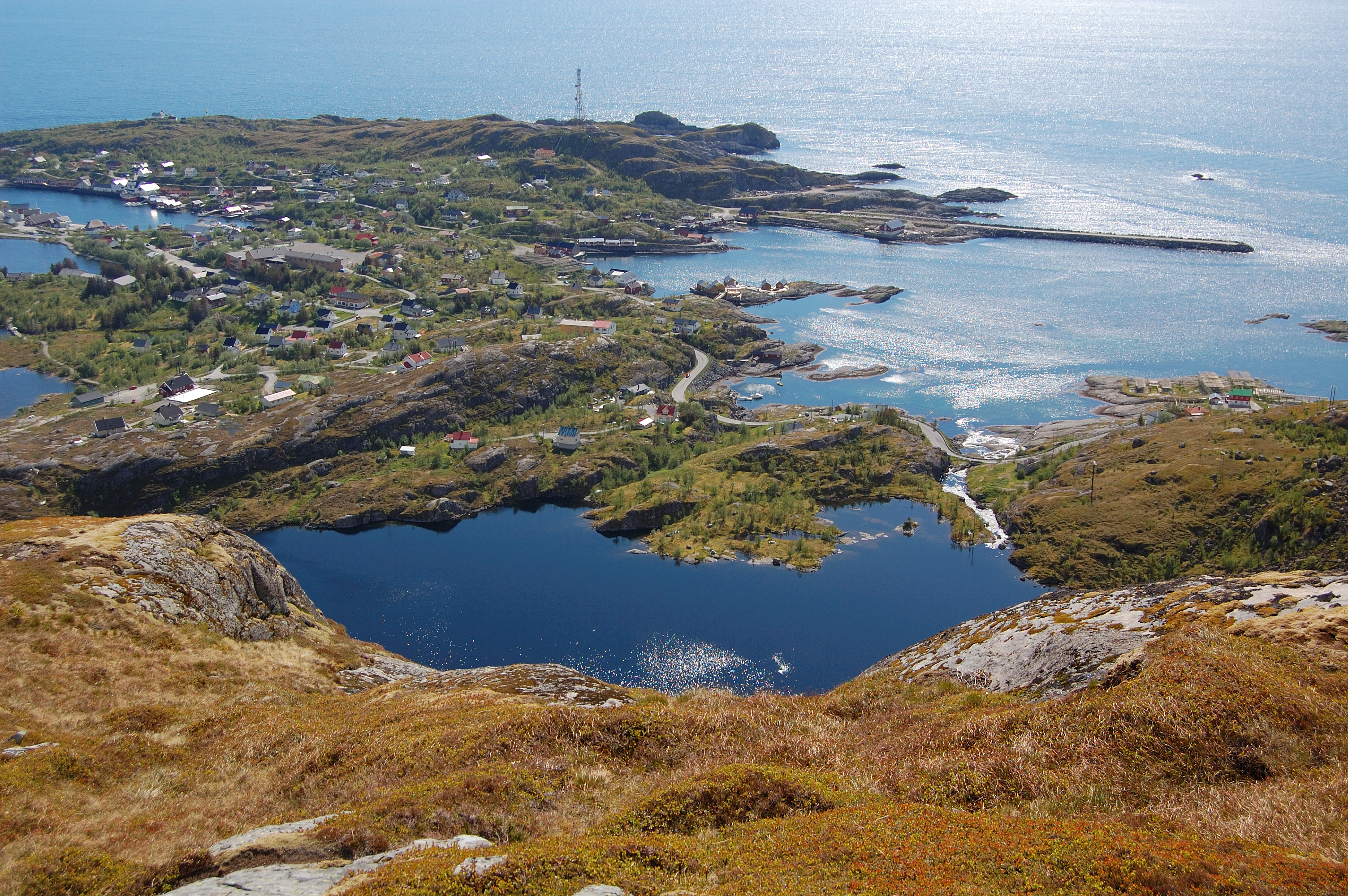
Blick auf Sørvågen
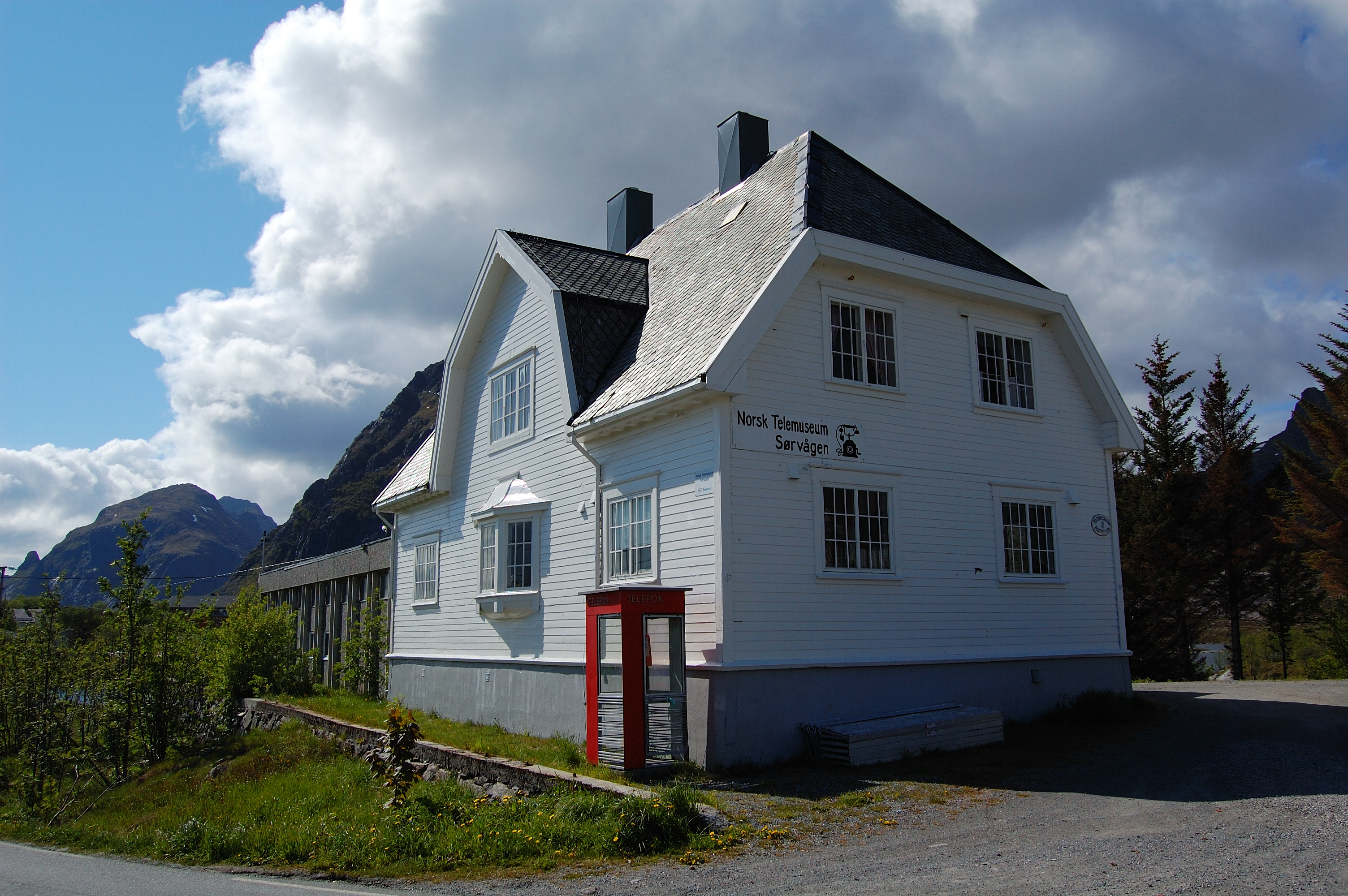
Norwegisches Telekommunikationsmuseum
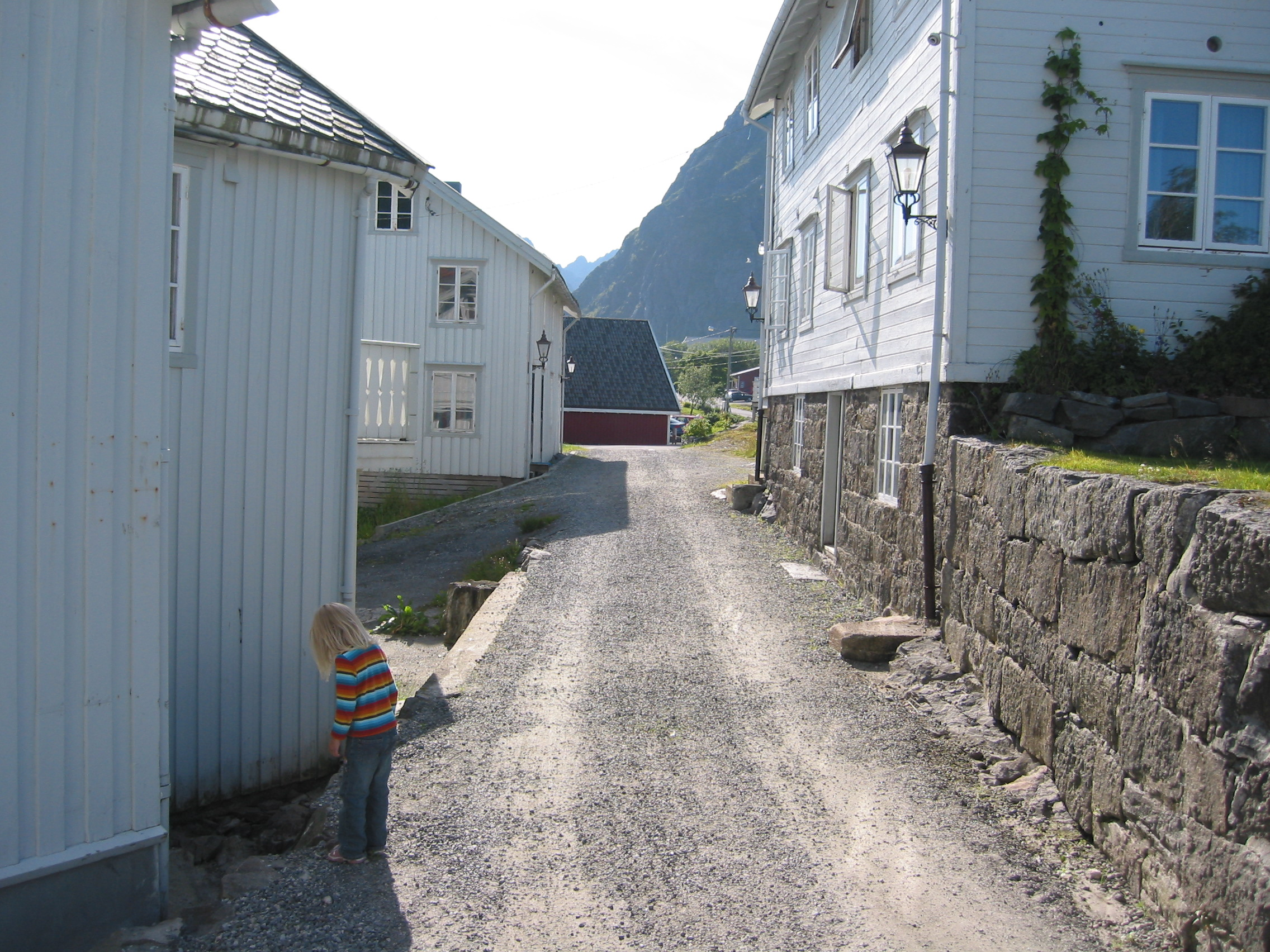
Zentrum von Sørvågen
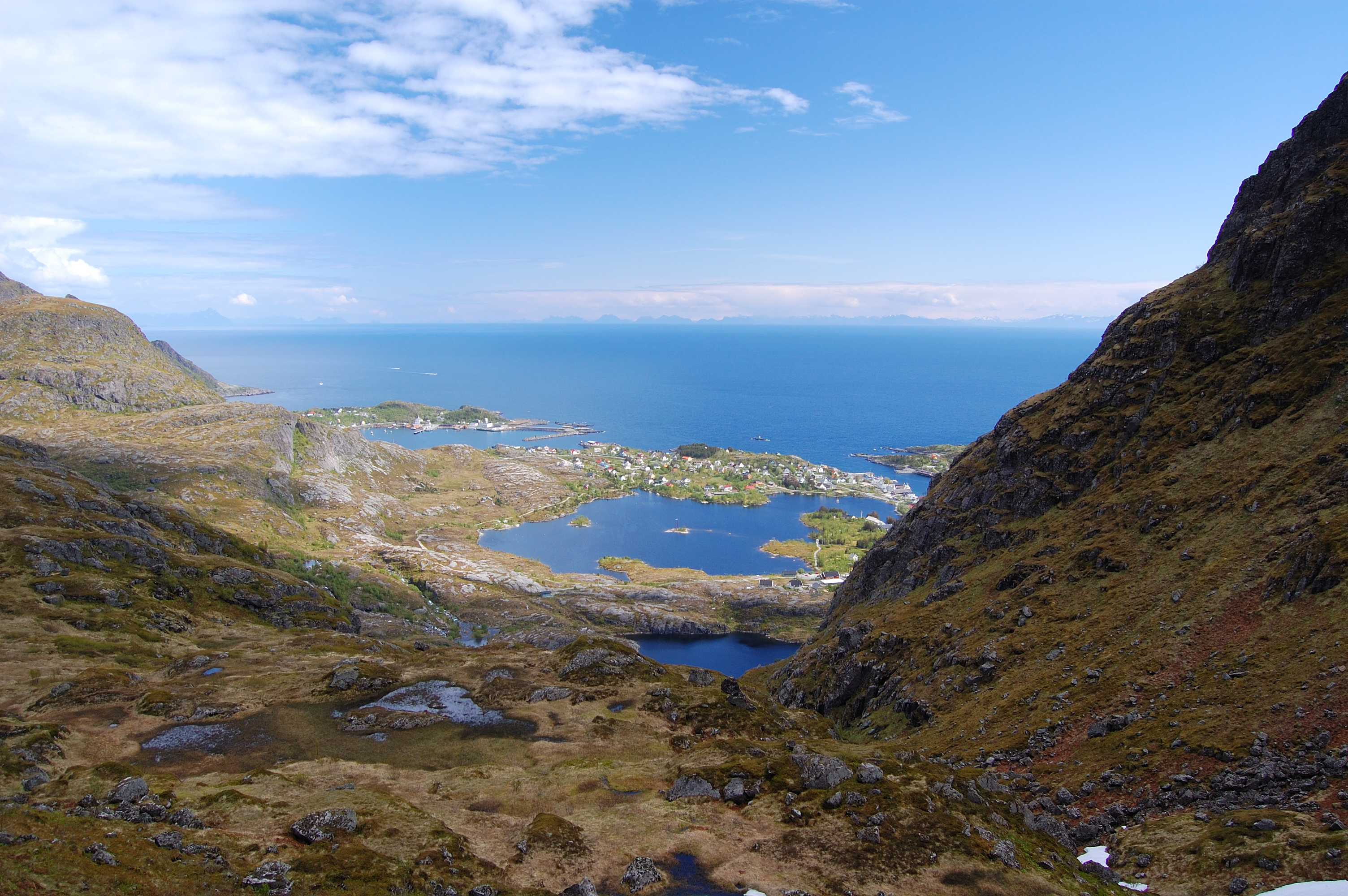
Blick auf Sørvågen
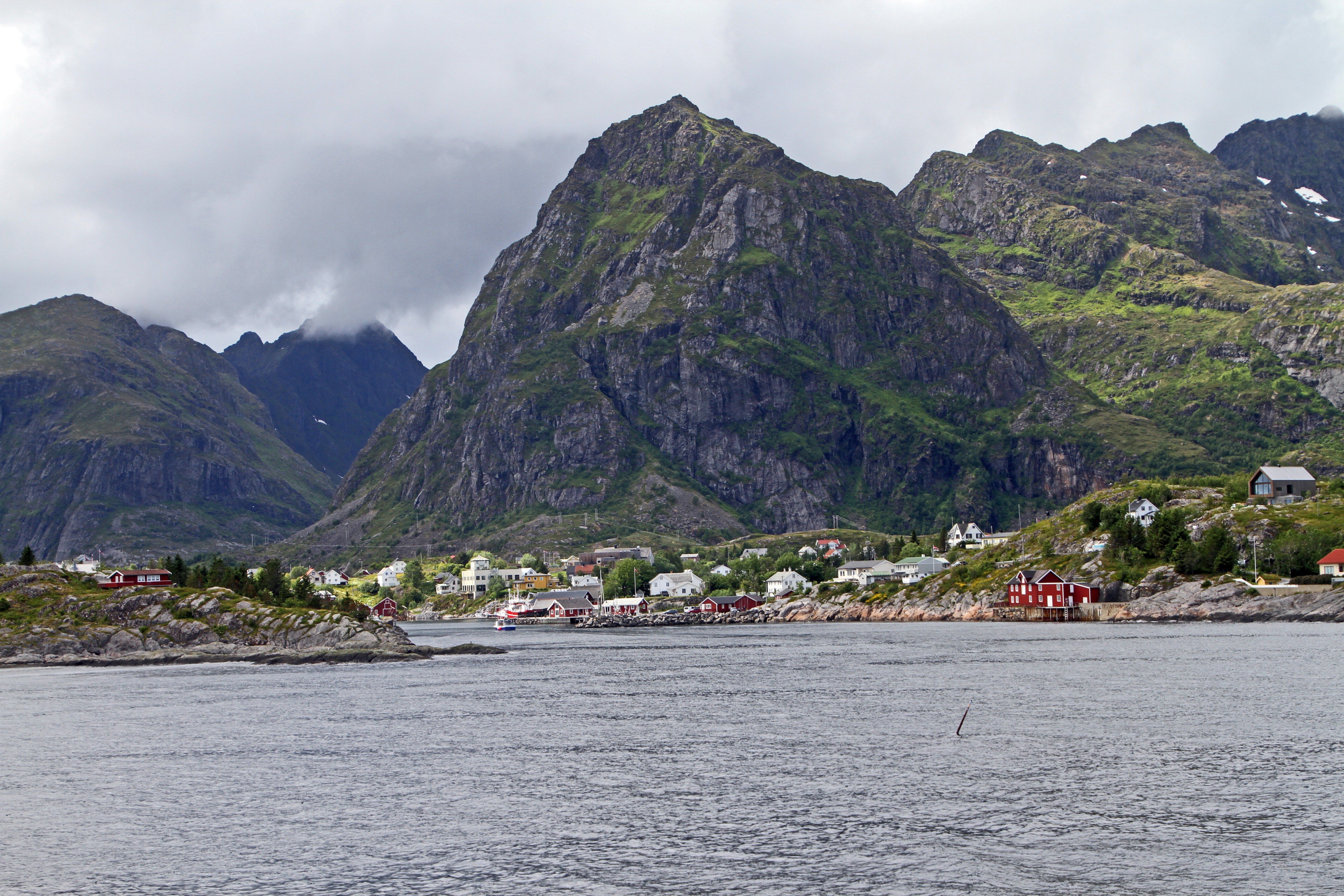
Von der Fähre aus Bodø